# Kalif
Kalif, també apareix com a Kaylif, fou una antiga vila que s'estenia pels dos costats de l'Amudarià, a l'oest-nord-oest de Tirmidh (Termez). La ciutadella es deia Ribat Dhi l-Karnayn i era a la part sud del riu, al costat d'un castell; una altra fortalesa era a la part nord (Ribat Dhi l-Kifi). El 1220 s'hi va fer fort un contingent de Coràsmia per impedir als mongols travessar el riu, però no va servir de res. Al segle xiv era un centre productor de fruites. Va subsistir i encara existeix a l'Uzbekistan (nom rus: Kelif) però només a la part nord del riu.